# Sindri
U nordijskoj mitologiji, Sindri (od staronor. sindr, „zgura”) ili Eitri ime je jednog od dva patuljka koji su skovali Thorov malj, Mjollnir, a spominje se i kao dvorana koja će služiti kao prebivalište za duše čestitih nakon događaja u Ragnaröku. 

## Mit
U tekstu Skáldskaparmál u Mlađoj Eddi, Snorri Sturluson prepričava kako su patuljci Brokk i Sindri načinili neke od čarobnih predmeta koje bogovi koriste. Ti su predmeti stvoreni nakon što je Loki odsjekao Sifinu kosu. Kako bi izbjegao kaznu, Loki je preklinjao Thora da mu dopusti da ode u Svartalfheim, svijet crnih vilenjaka, kako bi naložio patuljcima da načine novu, zlatnu kosu za Sif. Nakon što su Ivaldijevi sinovi načinili zlatnu kosu za Sif, koplje Gungnir za Odina te čarobni brod Skíðblaðnir za Freya, Loki se s Brokkom i Sindrijem okladio u vlastitu glavu kako ne mogu skovati jednako zadivljujuće predmete. 
Dok je dvojac kovao, vidjevši njihov talent, Loki se pretvorio u muhu i neprestano grizao braću dok su radili kako bi ih omeo u radu. Unatoč tomu, braća su uspješno stvorila Gullinbursti, Freyevog vepra, Draupnir, Odinov prsten, te Mjollnir, Thorov malj. Zbog toga što je muha ubola Brokka među oči, zbog čega nije vidio što radi, Mjollnirova drška ispala je pre malenom. Loki je zatim dostigao Asgard prije patuljaka kako bi predstavio darove koje su braća napravila, ali su bogovi zaključili da i dalje duguje patuljcima svoju glavu. 
Kako bi izbjegao smrt, Loki je upozorio braću da im je obećao glavu, ali ne i vrat, te da budu pažljivi pri rezanju. Sindri i Brokk odlučili su da im je dovoljna nagrada Lokiju zašiti usta, a nakon što su to načinili, vratili su se u svoju kovačnicu.